# Inline-Skaterhockey-Bundesliga 2007
Die Saison 2007 war die 12. Spielzeit der Inline-Skaterhockey-Bundesliga. Dabei wird zum 22. Mal ein Deutscher Meister ermittelt. Ausrichter ist die Sportkommission Inline-Skaterhockey Deutschland im Deutschen Rollsport und Inline-Verband. Die Hauptrunde startete am 10. März 2007. Deutscher Meister wurde der HC Köln-West, welcher sich im Finale gegen die Duisburg Ducks durchsetzen konnte.

## Teilnehmer

### 1. Bundesliga Nord
| Klub                     | Standort           | Vorjahr                   | Play-offs                 |
| ------------------------ | ------------------ | ------------------------- | ------------------------- |
| Bissendorfer Panther     | Wedemark           | 1. Nord                   | Vizemeister               |
| Crash Eagles Kaarst      | Kaarst             | 5. Nord                   | -                         |
| Crefelder SC             | Krefeld            | 6. Nord                   | -                         |
| Duisburg Ducks           | Duisburg           | 2. Nord                   | Halbfinale                |
| Highlander Lüdenscheid   | Lüdenscheid        | 1. der 2. Bundesliga Nord | 1. der 2. Bundesliga Nord |
| Moskitos Essen           | Essen              | 4. Nord                   | Viertelfinale             |
| Mendener Mambas          | Menden (Sauerland) | 2. der 2. Bundesliga Nord | 2. der 2. Bundesliga Nord |
| Samurai Iserlohn         | Iserlohn           | 3. Nord                   | Viertelfinale             |
| Salt City Boars Lüneburg | Lüneburg           | 7. Nord                   | -                         |

### 1. Bundesliga Süd
| Klub                | Standort             | Vorjahr                  | Play-offs                |
| ------------------- | -------------------- | ------------------------ | ------------------------ |
| TV Augsburg         | Augsburg             | 5. Süd                   | -                        |
| Hotdogs Bräunlingen | Bräunlingen          | 6. Süd                   | -                        |
| Düsseldorf Rams     | Düsseldorf           | 3. Süd                   | Viertelfinale            |
| Freiburg Beasts     | Freiburg im Breisgau | 7. Süd                   | -                        |
| Dragons Heilbronn   | Heilbronn            | 4. Süd                   | Viertelfinale            |
| HC Köln-West        | Köln                 | 1. Süd                   | Deutscher Meister        |
| TSV Schwabmünchen   | Schwabmünchen        | 1. der 2. Bundesliga Süd | 1. der 2. Bundesliga Süd |
| HC Kollnau          | Waldkirch            | 2. der 2. Bundesliga Süd | 2. der 2. Bundesliga Süd |
| Uedesheim Chiefs    | Neuss                | 2. Süd                   | Halbfinale               |

## Modus
Die Staffel Nord und Süd gehen mit jeweils neun Mannschaften an den Start. Innerhalb jeder Staffel trifft jede Mannschaft in Hin- und Rückspiel auf jede andere Mannschaft. Für einen Sieg gibt es zwei Punkte, für ein Unentschieden einen Punkt. Bei Punktgleichheit zum Ende der Hauptrunde entscheidet der direkte Vergleich über die Rangfolge. Die ersten vier Mannschaften jeder Staffel erreichen die Play-offs. Die Teams auf den Rängen fünf und sechs haben den Klassenerhalt erreicht. Die Mannschaften auf den Rängen sieben und acht spielen über Kreuz eine Play-down-Serie. Die Sieger verbleiben in der 1. Bundesliga, die Verlierer treten in der Relegation gegen die Zweiten der beiden Staffeln der 2. Bundesliga an. Die Sieger der beiden Relegationsserien spielen in der nächsten Saison in der 1. Bundesliga. Die Mannschaften auf den Rängen neun (Nord und Süd) steigen direkt in die 2. Bundesliga ab. Die beiden Meister der 2. Bundesliga steigen direkt in die 1. Bundesliga auf. Der Sieger der Play-offs ist Deutscher Meister.

## Vorrunde

### 1. Bundesliga Nord
|    | Mannschaft               | Sp | S  | U | N  | Tore    | +/-  | P  |
| -- | ------------------------ | -- | -- | - | -- | ------- | ---- | -- |
| 1. | Duisburg Ducks           | 16 | 15 | 0 | 01 | 160:046 | 114  | 30 |
| 2. | Bissendorfer Panther     | 16 | 11 | 2 | 03 | 140:085 | 055  | 24 |
| 3. | Moskitos Essen           | 16 | 09 | 2 | 05 | 113:091 | 022  | 20 |
| 4. | Crash Eagles Kaarst      | 16 | 06 | 3 | 07 | 096:096 | 000  | 15 |
| 5. | Highlander Lüdenscheid   | 16 | 05 | 3 | 08 | 091:132 | −041 | 13 |
| 6. | Mendener Mambas          | 16 | 05 | 2 | 09 | 096:142 | −046 | 12 |
| 7. | Crefelder SC             | 16 | 05 | 2 | 09 | 098:124 | −026 | 12 |
| 8. | Samurai Iserlohn         | 16 | 03 | 4 | 09 | 094:126 | −032 | 10 |
| 9. | Salt City Boars Lüneburg | 16 | 03 | 2 | 11 | 078:124 | −046 | 08 |

### 1. Bundesliga Süd
|    | Mannschaft          | Sp | S  | U | N  | Tore    | +/-  | P  |
| -- | ------------------- | -- | -- | - | -- | ------- | ---- | -- |
| 1. | HC Köln-West        | 16 | 14 | 0 | 02 | 155:077 | 78   | 28 |
| 2. | TV Augsburg         | 16 | 09 | 4 | 02 | 120:083 | 037  | 22 |
| 3. | Uedesheim Chiefs    | 16 | 10 | 2 | 04 | 113:085 | 028  | 22 |
| 4. | Düsseldorf Rams     | 16 | 10 | 1 | 05 | 098:079 | 019  | 21 |
| 5. | TSV Schwabmünchen   | 16 | 08 | 1 | 07 | 116:116 | 000  | 17 |
| 6. | HC Kollnau          | 16 | 04 | 3 | 09 | 073:090 | −017 | 11 |
| 7. | Dragons Heilbronn   | 16 | 03 | 2 | 11 | 077:133 | −056 | 08 |
| 8. | Hotdogs Bräunlingen | 16 | 02 | 4 | 10 | 060:111 | −051 | 08 |
| 9. | Freiburg Beasts     | 16 | 03 | 1 | 12 | 078:116 | −038 | 07 |

## Play-offs
Die Play-off-Spiele werden im Modus „Best of Three“ ausgetragen.

### Play-off-Baum
| Viertelfinale | Viertelfinale        | Viertelfinale    |   |                | Halbfinale | Halbfinale | Halbfinale |  |  | Finale | Finale | Finale |
|               |                      |                  |   |                |            |            |            |  |  |        |        |        |
| N1            | Duisburg Ducks       | 2                |   |                |            |            |            |  |  |        |        |        |
| S4            | Düsseldorf Rams      | 0                |   |                |            |            |            |  |  |        |        |        |
| S4            | Düsseldorf Rams      | 0                |   | Duisburg Ducks | 2          |            |            |  |  |        |        |        |
|               |                      |                  |   | Duisburg Ducks | 2          |            |            |  |  |        |        |        |
|               |                      | Moskitos Essen   | 1 |                |            |            |            |  |  |        |        |        |
| S2            | TV Augsburg          | Moskitos Essen   | 1 | 1              |            |            |            |  |  |        |        |        |
| S2            | TV Augsburg          |                  |   |                |            |            |            |  |  |        |        |        |
| N3            | Moskitos Essen       | 2                |   |                |            |            |            |  |  |        |        |        |
| N3            | Moskitos Essen       | 2                |   | Duisburg Ducks | 0          |            |            |  |  |        |        |        |
|               |                      |                  |   | Duisburg Ducks | 0          |            |            |  |  |        |        |        |
|               |                      | HC Köln-West     | 2 |                |            |            |            |  |  |        |        |        |
| N2            | Bissendorfer Panther | HC Köln-West     | 2 | 1              |            |            |            |  |  |        |        |        |
| N2            | Bissendorfer Panther |                  |   |                |            |            |            |  |  |        |        |        |
| S3            | Uedesheim Chiefs     | 2                |   |                |            |            |            |  |  |        |        |        |
| S3            | Uedesheim Chiefs     | 2                |   | HC Köln-West   | 2          |            |            |  |  |        |        |        |
|               |                      |                  |   | HC Köln-West   | 2          |            |            |  |  |        |        |        |
|               |                      | Uedesheim Chiefs | 1 |                |            |            |            |  |  |        |        |        |
| S1            | HC Köln-West         | Uedesheim Chiefs | 1 | 2              |            |            |            |  |  |        |        |        |
| S1            | HC Köln-West         |                  |   |                |            |            |            |  |  |        |        |        |
| N4            | Crash Eagles Kaarst  | 0                |   |                |            |            |            |  |  |        |        |        |

### Viertelfinale
|                      |   |                     | Serie | 1         | 2   | 3         |
| -------------------- | - | ------------------- | ----- | --------- | --- | --------- |
| Duisburg Ducks       | – | Düsseldorf Rams     | 2:0   | 9:3       | 6:2 | -         |
| TV Augsburg          | – | Moskitos Essen      | 1:2   | 7:8 n. P. | 7:2 | 4:5 n. V. |
| Bissendorfer Panther | – | Uedesheim Chiefs    | 1:2   | 5:4       | 4:9 | 6:7 n. V. |
| HC Köln-West         | – | Crash Eagles Kaarst | 2:0   | 11:4      | 8:5 | -         |

### Halbfinale
|                |   |                  | Serie | 1    | 2         | 3    |
| -------------- | - | ---------------- | ----- | ---- | --------- | ---- |
| Duisburg Ducks | – | Moskitos Essen   | 2:1   | 5:3  | 8:7 n. V. | 9:2  |
| HC Köln-West   | – | Uedesheim Chiefs | 2:1   | 12:7 | 8:10      | 14:6 |

### Finale
|                |   |              | Serie | 1   | 2   | 3 |
| -------------- | - | ------------ | ----- | --- | --- | - |
| Duisburg Ducks | – | HC Köln-West | 0:2   | 3:7 | 4:7 | - |

## Play-downs
Die Play-down-Spiele werden im Modus "Best of Three" ausgetragen.
|                   |   |                     | Serie | 1   | 2   | 3   |
| ----------------- | - | ------------------- | ----- | --- | --- | --- |
| Crefelder SC      | – | Hotdogs Bräunlingen | 2:0   | 9:3 | 7:4 | -   |
| Dragons Heilbronn | – | Samurai Iserlohn    | 2:1   | 7:4 | 1:9 | 9:5 |

## Relegation
Die Relegationsspiele werden in Hin- und Rückspiel ausgetragen. Der Gesamtsieger einer Relegationsserie ergibt sich aus der Addition beider Spiele. Die beiden Verlierer der Play-downs treffen auf die Zweiten der 2. Bundesliga: Ahauser Maidy Dogs (Nord) und Badgers Spaichingen (Süd).
|                     |   |                     | Gesamt | Hin | Rück |
| ------------------- | - | ------------------- | ------ | --- | ---- |
| Samurai Iserlohn    | – | Badgers Spaichingen | 17:13  | 9:8 | 8:5  |
| Hotdogs Bräunlingen | – | Ahauser Maidy Dogs  | 11:10  | 6:2 | 5:8  |

Damit haben die Samurai Iserlohn und die Hotdogs Bräunlingen den Klassenerhalt geschafft. Die Badgers Spaichingen und die Ahauser Maidy Dogs verbleiben in der 2. Bundesliga.

## Aufsteiger
Aus den 2. Bundesligen steigen die Rostocker Nasenbären (Meister 2. Bundesliga Nord) und die Langenfeld Devils (Meister 2. Bundesliga Süd) direkt auf.

## Umbenennung
Die Skaterhockey-Abteilung der Moskitos Essen trennte sich nach der Saison aus dem Gesamtverein und spielte danach als SHC Rockets Essen.

## Pokalsieger
Im Endspiel um den Deutschen Inline-Skaterhockey-Pokal 2007 gewannen die Duisburg Ducks am 9. Dezember 2007 gegen die Moskitos Essen in Bochum mit 5:4.